# The Philco Television Playhouse
The Philco Television Playhouse  è una serie televisiva drammatica statunitense trasmessa per la prima volta nel corso di 8 stagioni dal 1948 al 1956.
La serie è conosciuta anche con il titolo The Philco-Goodyear Television Playhouse (quando si alternò ogni settimana con un'altra serie, Goodyear Television Playhouse).

## Trama
È una serie televisiva di tipo antologico in cui ogni episodio rappresenta una storia a sé. Gli episodi sono storie del genere drammatico e vengono presentati da Bert Lytell. La prima stagione è caratterizzata da adattamenti di popolari spettacoli e musical di Broadway. Il primo episodio è Dinner at Eight di George S. Kaufman e Edna Ferber. La seconda stagione  è composta per lo più da adattamenti di romanzi popolari dal Book of the Month Club, serie di romanzi in vendita per corrispondenza. Nelle stagioni seguenti, furono utilizzate sia storie originali che adattamenti.

## Produzione
La serie fu prodotta da Showcase Productions.
Tra gli interpreti Dennis Cross, Lillian Gish, Janet De Gore, Melvyn Douglas, Grace Kelly, Jack Klugman, Cloris Leachman, Walter Matthau, Steve McQueen, Paul Muni, ZaSu Pitts, Eva Marie Saint, Everett Sloane, Kim Stanley, Eli Wallach, e Joanne Woodward. Molti di questi attori erano alla loro prima apparizione televisiva. A partire dal 1951, la Philco condivise la sponsorizzazione del programma con la Goodyear Tire & Rubber Company e il titolo della serie si alternava tra Philco Television Playhouse e Goodyear Television Playhouse. Nel 1955, la serie fu rinominata in The Alcoa Hour. Le tre serie erano essenzialmente le stesse, con l'unica vera differenza nel nome dello sponsor.
Nella sesta stagione, Cathleen Nesbitt e Maureen Stapleton  recitarono in The Mother (4 aprile 1954). Questo episodio fu rifatto in televisione decenni dopo, il 24 ottobre 1994, con Anne Bancroft e Joan Cusack.

### Registi
Tra i registi della serie sono accreditati:
- Delbert Mann (74 episodi, 1949-1955)
- Fred Coe (18 episodi, 1948-1952)
- Arthur Penn (12 episodi, 1953-1955)
- Gordon Duff (7 episodi, 1950-1951)
- Vincent J. Donehue (4 episodi, 1952-1954)
- Albert McCleery (3 episodi, 1949)
- Garry Simpson (3 episodi, 1949)
- Robert Mulligan (3 episodi, 1955)
- Herbert Hirschman
- Ira Skutch

## Distribuzione
La serie fu trasmessa negli Stati Uniti dal 1948 al 1955 sulla rete televisiva NBC.

## Episodi
| Stagione         | Episodi | Prima TV originale |
| ---------------- | ------- | ------------------ |
| Prima stagione   | 45      | 1948-1949          |
| Seconda stagione | 45      | 1949-1950          |
| Terza stagione   | 56      | 1950-1951          |
| Quarta stagione  | 25      | 1951-1952          |
| Quinta stagione  | 32      | 1952-1953          |
| Sesta stagione   | 25      | 1953-1954          |
| Settima stagione | 25      | 1954-1955          |
| Ottava stagione  | 12      | 1955-1956          |